# Klaus Mahlamäki
Klaus Mahlamäki, né le 23 août 1949, est un ancien joueur finlandais de basket-ball.